# Estación Castañares
Castañares era una estación ferroviaria ubicada 3 km al este de la localidad de La Viña y 6 km al oeste de la localidad de Guachipas, en el departamento La Viña, Provincia de Salta, Argentina.

## Servicios
No presta servicios de pasajeros ni de cargas. Sus vías corresponden al Ramal C13 del Ferrocarril General Belgrano.

## Historia
La estación fue construida por el estado argentino en el Ramal C13 como parte de la red de vía métrica del Ferrocarril Central Norte. Desde el año 1949 pasó a formar parte del Ferrocarril General Belgrano. 
La estación fue definitivamente clausurada en el año 1977.